# Lista de estalagens de Portugal

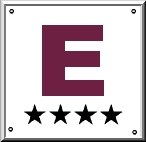
Símbolo Estalagem

## Estalagem
Estalagens são os estabelecimentos hoteleiros instalados em um ou mais edifícios, que, pelas suas características arquitectónicas, estilo do mobiliário e serviço prestado, estejam integrados na arquitectura regional e disponham de zona verde ou logradouro natural envolvente.

## Classificação
As estalagens classificam-se, atendendo à sua localização, às características do respectivo edifício e zona envolvente, bem como à qualidade das suas instalações, do seu equipamento e mobiliário e dos serviços que ofereçam, nas categorias de 5 e 4 estrelas, de acordo.

## Estalagens de Portugal
- Distrito de Aveiro

Estalagem Quinta Progresso - Vale de Cambra (4*)
- Distrito de Beja

Estalagem de São Domingos - Mértola (5*)
- Distrito de Braga
- Distrito de Bragança
- Distrito de Castelo Branco
- Distrito de Coimbra
- Distrito de Évora
- Distrito de Faro

Estalagem Quinta Jacintina - Almancil (5*)
Estalagem de São Jorge - Areias de Pera (4*)
- Distrito da Guarda
- Distrito de Leiria
- Distrito de Lisboa
- Distrito de Portalegre
- Distrito do Porto

Estalagem ViaNorte - Leça do Balio (4*)
- Distrito de Santarém
- Distrito de Setúbal
- Distrito de Viana do Castelo

Estalagem Casa Melo Alvim - Viana do Castelo (5*)
- Distrito de Viseu
- Distrito de Vila Real

Regiões Autónomas
- Região Autónoma da Madeira
- Região Autónoma dos Açores